# Decimus Iunius Brutus Callaicus
Decimus Iunius Brutus Callaicus war ein bedeutender Politiker der mittleren Römischen Republik und fungierte 138 v. Chr. als Konsul. Während seiner Amtszeit und zwei weiterer Jahre führte er auf der Iberischen Halbinsel erfolgreiche Feldzüge gegen iberische Stämme.

## Herkunft
Decimus Iunius Brutus Callaicus entstammte dem römischen Adelsgeschlecht der Junier. Nach Ansicht des Althistorikers Friedrich Münzer war er der Sohn des Konsuls von 178 v. Chr., Marcus Iunius Brutus. Sein älterer Bruder hieß ebenso wie sein Vater Marcus Iunius Brutus und trat zwar nicht politisch, aber als Mitbegründer der römischen Rechtswissenschaft hervor.

## Konsulat
Über das frühe Leben des Brutus und die ersten Stationen seines Cursus honorum ist nichts bekannt. Er wird in den erhaltenen Quellen erst anlässlich seines Konsulats im Jahr 138 v. Chr. erwähnt, wobei er Hispania ulterior als Provinz zugewiesen bekam. Sein Amtskollege war Publius Cornelius Scipio Nasica Serapio. Die beiden Konsuln ließen zuerst im Fall von im Silawald begangenen Morden ermitteln, gerieten dann aber mit den zwei Volkstribunen C. Curiatius und S. Licinius in Streit, weil sie nicht gestatten wollten, dass bei der Rekrutierung von Soldaten für die Kämpfe auf der iberischen Halbinsel Ausnahmen gemacht wurden. Auf Anordnung der Volkstribunen wurden die Konsuln daraufhin kurzzeitig eingesperrt, aber das Volk erreichte ihre Begnadigung. Deserteure wurden hingegen von den Konsuln hart bestraft.
Brutus begab sich nun auf den Kriegsschauplatz der Iberischen Halbinsel. Er kämpfte dort nicht nur in seinem Konsulatsjahr, sondern als Prokonsul noch zwei weitere Jahre bis 136 v. Chr. Die erhaltenen Darstellungen über seine dortigen recht erfolgreichen Feldzüge sind einerseits der Bericht des Kriegshistorikers Appian und verstreute Notizen des Geographen Strabon, die sich beide auf Polybios stützen, sowie andererseits Florus, Orosius und andere Epitomatoren des römischen Geschichtsschreibers Titus Livius, der seinerseits in der Ära des Polybios lebende römische Annalisten als Quellen benutzte. Durch die Anfang des 20. Jahrhunderts in Oxyrhynchos (Ägypten) aufgefundenen Fragmente einer weiteren Livius-Epitome konnten einige chronologische Fragen des Verlaufes von Brutus’ Hispanienkriegen erhellt werden.
Als Konsul gründete Brutus die Stadt Valentia (heute Valencia) für Veteranen des Krieges gegen den im Vorjahr (139 v. Chr.) ermordeten Viriathus, der die Lusitaner sehr erfolgreich im Kampf gegen die Römer geführt hatte. Anfangs ging Brutus siegreich gegen die Keltiker vor und gelangte bis zur Mündung des Flusses Tagus (der heutige Tajo). Weil er hohe Verluste befürchtete, wenn er sich auf einen Kleinkrieg gegen die Lusitaner im Gebirge einließ, verwüstete er nun ihre Dörfer und Anbaugebiete im flachen Lande, womit er ihnen die Nahrungsgrundlage zu entziehen suchte. Von seiner Festung Olisipo (heute Lissabon) aus, die ihm als Einfuhrhafen diente, konnte er dagegen die Versorgung seiner Soldaten gewährleisten. Mit seiner Taktik erreichte er auch, dass die Lusitaner oft zum Entsatz ihrer angegriffenen Städte vom Gebirge herabkamen und dabei unter für sie unvorteilhaften Umständen mit den römischen Truppen ringen mussten.

## Weitere Feldzüge auf der Iberischen Halbinsel
Brutus bekämpfte 137 v. Chr. als Prokonsul nach Überschreiten des Durius (heute Duero/Douro) die Stämme der Callaici und Brakarer. An den militärischen Konfrontationen waren in den Reihen der iberischen Völker auch den Tod nicht scheuende Frauen beteiligt. Als Brutus mit seinen Truppen am Limia (heute Lima) ankam, wollten seine Krieger aus abergläubischer Angst zunächst den Fluss nicht durchschreiten, da dieser aufgrund seines zweiten Namens Oblivio mit dem sagenhaften Unterweltfluss Lethe identifiziert wurde. Erst als Brutus allein voranging und das Gewässer unbeschadet durchquerte, konnte er seine Soldaten zum Nachkommen bewegen. Sein Feldzug von 137 v. Chr. wird als überaus erfolgreich beschrieben, und es gelang ihm, bis zum Minius (heute Río Miño/Rio Minho) vorzudringen. Einen bedeutenden Sieg in einer Feldschlacht, die angeblich am 9. Juni stattfand, strich er in seiner Darstellung seiner Kriegserfolge offenbar stark heraus. Die römischen Historiker dürften seinen Bericht getreulich übernommen haben, wie man noch heute etwa der weit übertriebenen Angabe des Orosius von 50.000 getöteten Feinden entnehmen kann. Bis zum Ozean habe Brutus die Iberische Halbinsel erobert.
Vermutlich infolge der schmählichen Kapitulation von Gaius Hostilius Mancinus, des Konsuls von 137 v. Chr., vor Numantia kam es Anfang 136 v. Chr. zu einer neuen, wohl in Brutus’ Rücken ausgebrochenen Rebellion. Brutus ging gegen die Aufständischen vor und konnte u. a. in einer von Appian detailliert beschriebenen Aktion die Stadt Talabriga zurückgewinnen. Demnach waren deren Einwohner zur bedingungslosen Kapitulation bereit. Auf Brutus’ Begehr lieferten sie Geiseln, Überläufer und Waffen aus und räumten die Stadt. Doch als sie herauskamen, ließ der Prokonsul sie umzingeln und warf ihnen mehrfache Aufstandsversuche vor, ließ sie dann aber doch nicht, wie von ihnen befürchtet, zu hart bestrafen, sondern begnügte sich damit, ihnen die Nahrungsmittel und Gelder wegzunehmen. Anschließend half Brutus seinem Amtsgenossen Marcus Aemilius Lepidus Porcina, dem Statthalter von Hispania citerior, gegen das keltiberische Volk der Vaccaeer. Aber dessen Hauptstadt Pallantia (heute Palencia) konnten die beiden Feldherren auch mit vereinten Kräften nicht einnehmen.
Nach Rom zurückgekehrt konnte Brutus einen Triumph abhalten, bei dem er seinen Sieg über die Lusitaner und Callaici feiern ließ. Für seinen Erfolg über den letztgenannten Stamm durfte er außerdem den Siegesbeinamen Callaicus annehmen. Während seiner Hispanienkriege hatte er gelobt, der Gottheit Mars einen Tempel zu erbauen. Mit Hilfe von Beutegeldern verwirklichte er nun sein Gelübde, wobei er als Standort des Heiligtums das Marsfeld aussuchte. Zwei hervorragend gefertigte Statuen des griechischen Bildhauers Skopas, die einen sitzenden Ares bzw. eine Aphrodite darstellten, verwendete Brutus zur Verzierung dieses Tempels.

## Spätere Karriere
Der Konsul Gaius Sempronius Tuditanus kämpfte 129 v. Chr. in Illyrien gegen den Stamm der Japoden zuerst wenig erfolgreich, erreichte aber mit Hilfe der Feldherrntalente des Brutus, der ihm als Legat diente, doch noch einen Triumph. Als Anhänger der konservativen aristokratischen Kreise unterstützte Brutus 121 v. Chr. den Konsul Lucius Opimius, als dieser rücksichtslos die Parteigänger des reformorientierten Gaius Sempronius Gracchus auf dem Aventin bekämpfte. Die weiteren Lebensumstände und das Todesjahr des Brutus sind nicht bekannt. Brutus war Augur.

## Literarischer Patron
Brutus besaß rednerische Talente, eine ausgeprägte literarische Bildung und förderte den römischen Tragödiendichter Lucius Accius. Dieser erzählte noch dem Redner Marcus Tullius Cicero von seinem Patron. Epigramme des Accius in Saturniern wurden auf Geheiß des Brutus in dem von ihm erbauten Marstempel angebracht.

## Familie
Die Gattin des Brutus hieß Clodia. Sie lebte wesentlich länger als ihr Gemahl. Aus dieser Ehe bekam Brutus in relativ hohem Alter (um 120 v. Chr.) den Sohn Decimus Iunius Brutus, der 77 v. Chr. Konsul wurde. Im Gegensatz zu allen anderen Zeugnissen behauptete der römische Biograph Cornelius Nepos, dass Gaius Sempronius Gracchus mit einer Tochter des Brutus verheiratet gewesen sei.